# رود لانغواي
رود لانغواي (من مواليد 3 مايو 1957) لاعب هوكي جليد أمريكي محترف سابق لعب لفريق مونتريال كنديانز وواشنطن كابيتالز في دوري الهوكي الوطني فاز بكأس ستانلي عام 1979.

## مسيرته التدريبية
عمل لانغواي كمدرب لفريق سان فرانسيسكو سبايدرز خلال موسمهم الفردي كفريق القانون الدولي الإنساني في 1995-1996.